# Moriz Wlassak
Moriz Wlassak, född den 20 augusti 1854 i Brünn, död den 24 april 1939 i Wien, var en österrikisk rättslärd.
Wlassak blev 1877 juris doktor och 1879 privatdocent i romersk rätt i Wien, extra ordinarie professor i samma ämne i Czernowitz 1879 och i Graz 1882, ordinarie professor i Graz 1883, i Breslau 1884, i Strassburg 1895 och i Wien år 1900.
Bland hans många skrifter, som huvudsakligen behandlar romerskrättsliga ämnen, kan nämnas Zur Geschichte der negotiorum gestio (1879), Edikt und Klageform (1882), Kritische Studien zur Theorie der Rechtsquellen im Zeitalter der klassischen Juristen (1884), Römische Processgesetze (1888-91).